# Bartlett (Nebraska)
Bartlett é uma vila localizada no estado americano de Nebraska, no Condado de Wheeler.

## Demografia
Segundo o censo americano de 2000, a sua população era de 128 habitantes. 
Em 2006, foi estimada uma população de 115, um decréscimo de 13 (-10.2%).

## Geografia
De acordo com o United States Census Bureau, a localidade tem uma área de 0,4 km², sem área coberta por água. Bartlett localiza-se a aproximadamente 631 m acima do nível do mar.

## Localidades na vizinhança
O diagrama seguinte representa as localidades num raio de 40 km ao redor de Bartlett. 